# Marchesi Antinori Srl
Pour les articles homonymes, voir Antinori.
Vous pouvez aider à l'améliorer ou bien discuter des problèmes sur sa page de discussion.
- Il ne cite pas suffisamment ses sources. Vous pouvez indiquer les passages à sourcer avec {{référence nécessaire}} ou {{Référence souhaitée}}, et inclure les références utiles en les liant aux notes de bas de page. (Marqué depuis avril 2024)
- Son contenu est rédigé entièrement ou presque à partir d'une seule source. N'hésitez pas à modifier cet article pour améliorer sa vérifiabilité en apportant de nouvelles références dans des notes de bas de page. (Marqué depuis avril 2024)
- Certaines informations devraient être mieux reliées aux sources mentionnées dans la bibliographie ou les liens externes. Améliorez sa vérifiabilité en les associant par des références. (Marqué depuis avril 2024)
- Il ne s’appuie pas, ou pas assez, sur des sources secondaires ou tertiaires. (Marqué depuis avril 2024)

- Archive Wikiwix
- Bing
- Cairn
- DuckDuckGo
- E. Universalis
- Gallica
- Google
- G. Books
- G. News
- G. Scholar
- Persée
- Qwant
- (zh) Baidu
- (ru) Yandex
- (wd) trouver des œuvres sur Wikidata

Marchesi Antinori Srl est une société viticole italienne qui remonte à 1385. Dirigée par Piero Antinori, cette entreprise a été le fer de lance, au cours des années 1970, de la révolution du vin Super toscan. Ces vins rouges de Toscane, en particulier le Chianti classico, s'étaient mis volontairement hors du cadre législatif des appellations Denominazione di origine controllata en assemblant au sangiovese, cépage traditionnel, du cabernet sauvignon[réf. nécessaire].
Antinori est membre des Primum Familiæ Vini.

## Histoire

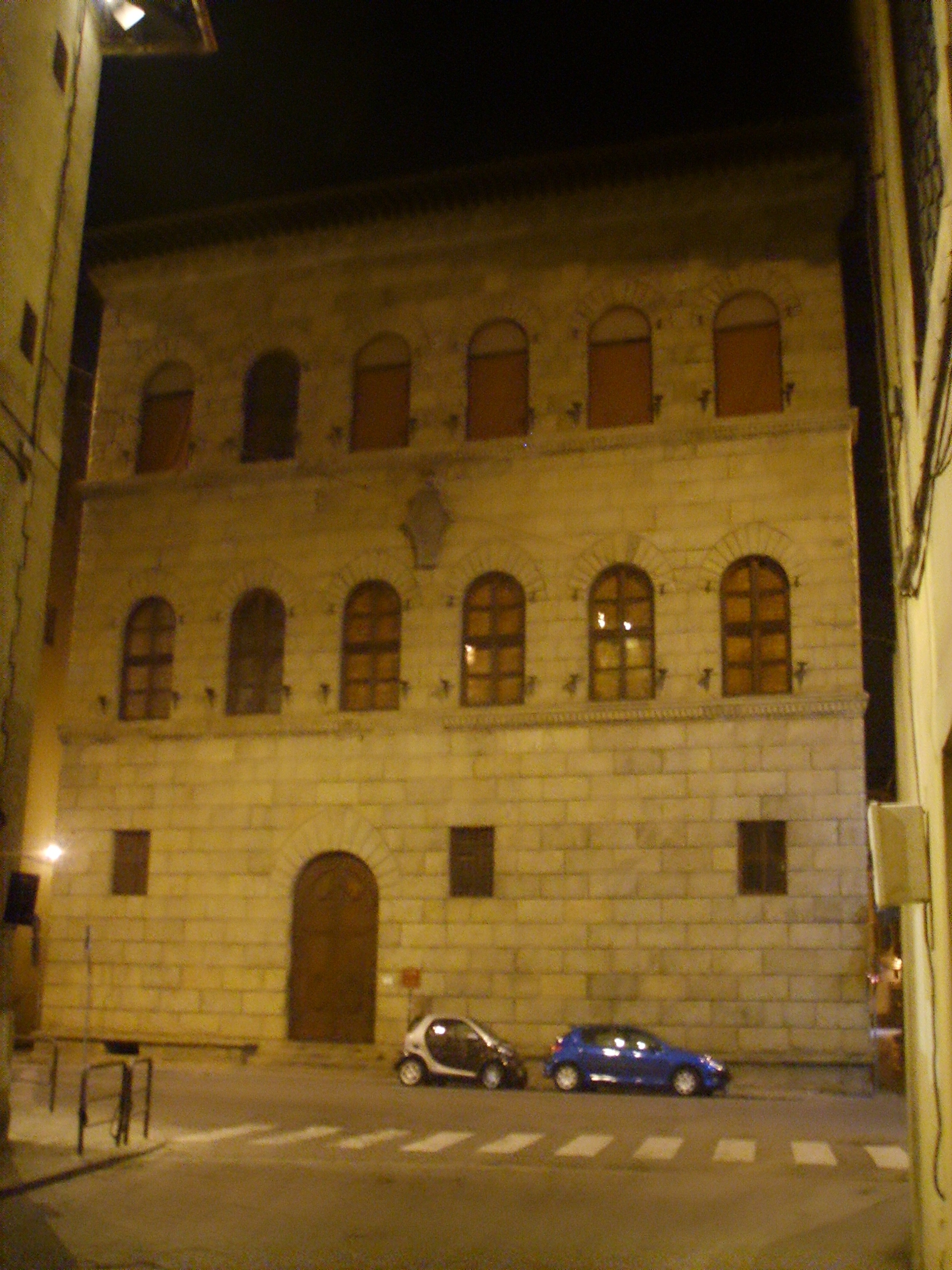
Palazzo Antinori à Florence

Originaire du Val di Sieve où elle possédait plusieurs châteaux au Moyen Âge, cette famille s'installa à Florence  lors des guerres entre Guelfes et Gibelins.
En 1285, les Antinori se lancent dans le commerce de la soie et diffusent leur marchandise en Europe.
Entre 1336 et 1340, la famille fonde une société commerciale qui devient l'une des plus importants de Florence. La gestion de Lippo et Piero Antinori lui permet d'échapper aux faillites qui contraignent les banques de Bardi et Peruzzi à la fermeture.
En 1385, Giovanni di Pietro Antinori est membre de la guilde des Vinattieri : a production de vin par cette famille a perduré jusqu'à nos jours.
Au XVe siècle, un descendant de Giovanni Antonio Antinori s'installe à Naples et  les deux frères Antonio et Tomaso Bernardo de Antinori s'installent à Florence. Le petit-fils de Bernardo, Niccolo Antinori, acquiert en 1506 un palais sur la Piazza Antinori. Celui-ci est reconstruit par Giuliano da Majano et Baccio d'Agnolo, et sera habité par les Antinori encore au XXIe siècle.
Sous le gouvernement des Habsbourg-Lorraine, dans la seconde moitié du XVIIIe siècle, les Antinori obtiennent le droit de porter le titre de marquis.
Aujourd'hui, les activités de la famille sont principalement axées sur la production de vin du Chianti, avec rouge, blanc et vin santi. Le palais de la famille à Florence est devenu la cave Antinori.